# BillyBird Hemelrijk
BillyBird Hemelrijk of Recreatiepark Hemelrijk (in de volksmond Hemelrijk) is een speeltuin en recreatieplas met verschillende pretparkattracties. Het park is gelegen in Volkel, gemeente Maashorst, Noord-Brabant. Het park is gebouwd aan de noordkant van het meer Hemelrijk.

## Geschiedenis
Het park startte in 1986 toen van een voormalige zandafgraving een recreatiegebied en -plas werd gemaakt. De toen 25-jarige Ton Derks pakte dit plan op en noemde het park Recreatieplas Hemelrijk. Die naam werd ontleend aan de oorspronkelijke benaming van het gebied waar het recreatiepark zich bevindt: Hemelrijk. Meer dan een strandbad met een snackbar stelde het park nog niet voor. Het eerste seizoen werd gestart met een paviljoen; gebouwd van twee oude klaslokalen. Ook werd er in overleg met de Vogelwacht in Uden een oeverzwaluwwand aangelegd; een kunstmatige wand die aan het meer grenst, speciaal bedoeld voor oeverzwaluwen.
Vanaf dan breidt het park zich steeds meer uit. In 1990 werd de plas zelf ook aangekocht, en kon er een duikeiland geplaatst worden. In 1993 bouwde Hemelrijk een verkeersspeeltuin, een kinderkermis en een poppentheater. De naam Recreatieplas Hemelrijk werd hiermee gewijzigd in Recreatiepark Hemelrijk.
In 1995 werd een grote binnenspeeltuin aangelegd, waardoor het park het hele jaar open kon blijven.
In 2004 werd BillyBird, mascotte van het park, een merk. Tegelijk veranderde ook de naam van Recreatiepark Hemelrijk in BillyBird Hemelrijk.

## Park
Het park is vrijwel geheel rond een strandbad gebouwd. Een groot gedeelte van de attracties en speeltuinen is buiten te vinden. Een kleiner aantal attracties is binnen te vinden. Het park is dan ook vooral gericht op het zomerseizoen.
De mascotte heet BillyBird en is een aangeklede oeverzwaluw. BillyBird is in het logo van het park terug te vinden en loopt ook zelf vaak door het park als entertainer. BillyBird is ontstaan uit het oude logo. Dat is in 1985 getekend door Wim Jansen; een lid van Vogelwacht Uden. Dit logo bestond uit een oeverzwaluw in combinatie met een surfer. Het logo symboliseerde het gedachtegoed: het samengaan van natuur en recreatie. In de ketenvorming is daarom gekozen voor het voorvoegsel en merk "BillyBird ", omdat men het idee heeft om in ieder park natuur en recreatie te combineren.
In 1986 is Hemelrijk geopend. Al in 1987 werd de surfer uit het logo weggegumd; en bleef er dus alleen een oeverzwaluw over. Pas in 1993, met de komst van de verkeersspeeltuin, de Kinderkermis en het Poppentheater, kreeg de oeverzwaluw kleren aan en kreeg hij de naam "BillyBird".
De belangrijkste attractie in het park is door de hele geschiedenis van het park hetzelfde gebleven: het recreatiestrand. Het park heeft ook een eigen naaktstrand.
Tevens zijn er plannen voor een bungalowpark, direct naast BillyBird Hemelrijk.

#### Attracties buiten
Naast het strand, het meer en de speeltuinen/survivaltoestellen (die in het park voornamelijk Outback Challenge worden genoemd) zijn de voornaamste attracties buiten:
- Hemelaya, een klimrots met uitkijkpunt.
- Oervallei,  reuzeschommel, klimparcours, glijbanen, goudzeven en dino opgraven
- Helihaven, een kabelbaan met helikopter-karren.
- Splash, een waterglijbaan met bungee-bootjes.
- SaltoSwing, een overslagschommel waarbij de bezoeker de schommel zelf moet laten bewegen door op een neer te lopen.
- AquaFunPark, verschillende stormbanen op het water waar de bezoeker tegen betaling 45 minuten gebruik van kan maken.
- Oeverzwaluwwand, met uitkijkpost.
- Familieachtbaan, een achtbaan met een wachttoren.
- Ruig, speelgebied met klimpark en bouncenet
- Waterfietsen, een vrije tocht over het water met speciale fietsen.
- Kinderland, een gebied gelegen naast zeeroversland met verschillende grote en kleine toestellen voor kinderen:
  - Ballenfabriek, een overdekte ballenbak gethematiseerd in de stijl van een oude fabriek.
  - Speelcircus, gedeeltelijk overdekte speeltuin met speelkooi, parcours en luchtkussen in een circusthema.
  - Botsauto's, elektrische botsauto's op een kleine baan.
  - Draaimolen, een ouderwetse carrousel in beweging te zetten door zelf te duwen.
  - Luchtkussens, verschillende trampolines gevuld met lucht.
  - Dubbeldraaier, draaiplaat met draaikopjes
  - Zweefmolen

#### Voormalige attractie buiten
- Touwenparcours, een klimparcours boven water met obstakels.
- Laquana, interactieve waterattractie.

#### Attracties binnen
- Zeeroversland, een met piraten gethematiseerde binnenspeeltuin.
- Een 9 meter hoge zespersoons glijbaan in zeeroversland.
- 700 m² grote klimconstructie "Piratenkooi".
- De Ballenfabriek, overdekte speeltuin, geheel gethematiseerd als fabriek.

#### Shows
Het park heeft een poppentheater waar wekelijks voorstellingen worden gehouden voor jonge kinderen. Daarnaast worden er door het jaar heen verschillende evenementen en activiteiten georganiseerd die seizoen- en feest-gebonden zijn.

## Drakenrijk
In 2013 is er in het Limburgse Beesel een strandbad aangekocht en is daar een nieuw BillyBird park opgebouwd: BillyBird Drakenrijk. Dit tweede park bestaat uit het strandbad met daaromheen springkussens, een buitenspeeltuin met een monorailbaan. In 2023 opende het grootste speelkasteel van Nederland en is er een nieuw bouncenet geplaatst. Het park zal zich in de toekomst verder ontwikkelen met diverse binnen en buiten attracties, naar het voorbeeld van grote zus Hemelrijk.